# Xerta

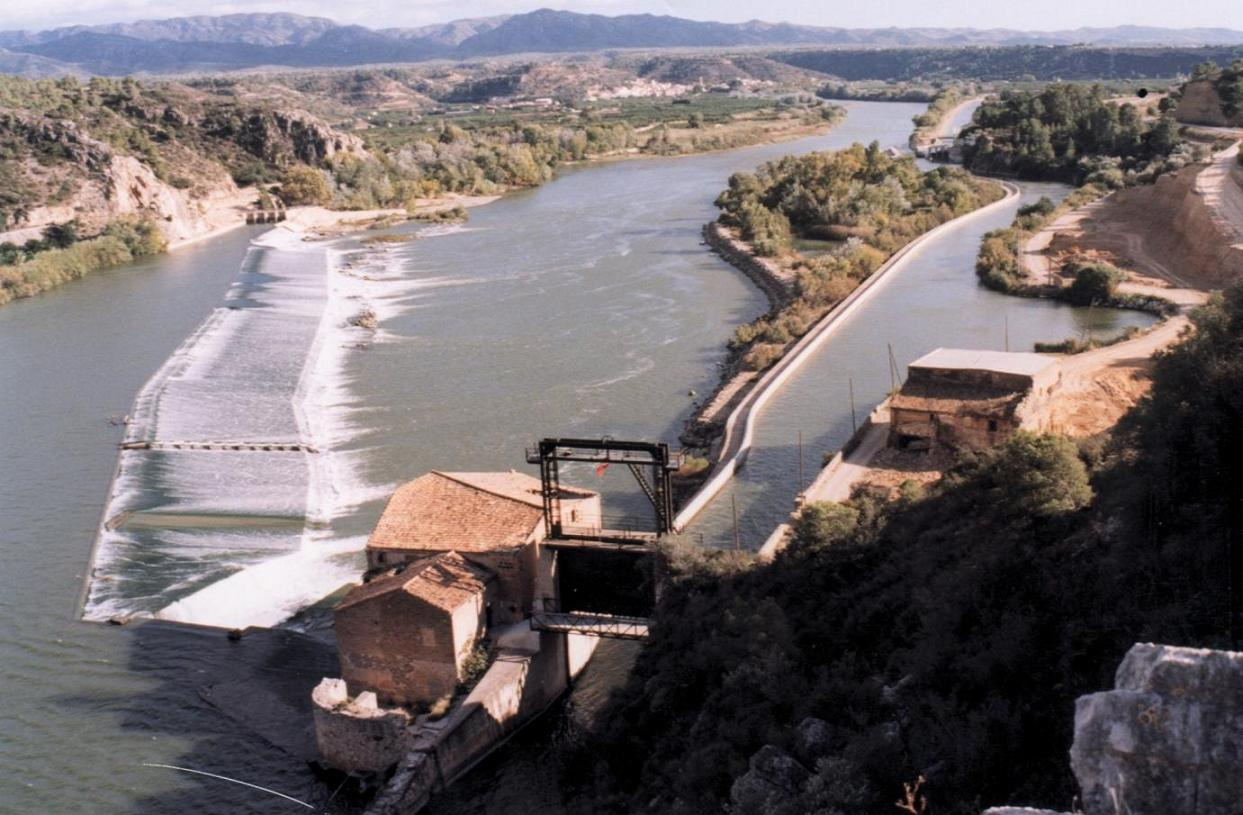
Fördämningen vid Xerta.

Xerta (spanska: Cherta) är en ort och kommun i provinsen Tarragona i den autonoma regionen Katalonien i nordöstra Spanien. Orten ligger cirka 68 kilometer sydväst om Tarragona. Kommunen har 1 156 invånare (2024), på en yta av 32,48 km². Xerta tillhör comarcan Baix Ebre.
Samhället är beläget i en uttalad meander, på höger sida av floden Ebro, cirka 11 kilometer norr om staden Tortosa. Xerta har förbindelse med Tortosa och Móra d'Ebre genom landsvägen C-12, samt med motorvägen autopista del Mediterráneo.

## Fördämningen vid Xerta
Fördämningen vid Xerta (katalanska: Assut de Xerta) är ett viktigt monument för den hydrauliska ingenjörskonsten och har förklarats som nationellt kulturintresse (BCI) av Kataloniens regering, inom kategorin historiska monument. Fördämningen ligger tre kilometer uppströms samhället. Det är en fördämning som ligger diagonalt över floden Ebro och har en längd av 375 meter. Den huvudsakligen funktionen är att höja vattennivån så att en del av vattnet kan ledas i bevattningskanaler på båda sidor om floden och som börjar vid fördämningens ändar.